# Kapıkaya (Kozan)
Kapıkaya (türkisch für Türfels) ist ein Ortsteil (Mahalle) im Landkreis Kozan der türkischen Provinz Adana mit 220 Einwohnern (Stand: Ende 2024). Im Jahr 2011 hatte Kapıkaya 370 Einwohner.